# Аспарух Никодимов
Аспарух Никодимов (болг. Аспарух Никодимов, нар. 21 серпня 1945, Софія) — болгарський футболіст, що грав на позиції півзахисника. По завершенні ігрової кар'єри — тренер.
Виступав за клуб ЦСКА (Софія), а також національну збірну Болгарії, у складі якої був учасником двох чемпіонатів світу (у 1970 та 1974 роках).
Шестиразовий чемпіон Болгарії. П'ятиразовий володар Кубка Болгарії. Чотириразовий чемпіон Болгарії (як тренер). Володар Кубка Кіпру (як тренер).

## Клубна кар'єра
У дорослому футболі дебютував 1964 року виступами за команду клубу ЦСКА (Софія), в якій провів одинадцять сезонів, взявши участь у 296 матчах чемпіонату. Цу був період домінування «армійців» у болгарському футболі, і Нікодимов у їх складі за цей час шість разів виборював титул чемпіона Болгарії.
Завершив професійну ігрову кар'єру у клубі «Слівен», за команду якого виступав протягом 1975—1978 років.

## Виступи за збірну
1966 року дебютував в офіційних матчах у складі національної збірної Болгарії.
У складі збірної був учасником чемпіонату світу 1970 року у Мексиці, чемпіонату світу 1974 року у ФРН. На кожному з цих турнірів Аспарух брав участь у двох з трьох ігор болгарської команди на групових стадіях.
Заглом протягом кар'єри у національній команді, яка тривала 9 років, провів у формі головної команди країни 25 матчів, забивши 6 голів.

## Кар'єра тренера
Розпочав тренерську кар'єру невдовзі по завершенні кар'єри гравця, 1979 року, очоливши тренерський штаб клубу ЦСКА (Софія), в якому пропрацював до 1982 року. Згодом повертався до армійської команди протягом 1991—1992 років і ненадовго у 2001 році. Як головний тренер ЦСКА здобув три титули чемпіона Болгарії на початку 1980-х та ще один на початку 1990-х.
Протягом 1989—1990 років працював у Тунісі, де тренував команду «Етюаль дю Сахель». Частину 2000 року провів на Кіпрі, очолюючи тренерський штаб місцевої «Омонії», яку привів того року до перемоги у національному Кубку.
Останнім місцем тренерської роботи був клуб «Бероє», головним тренером команди якого Аспарух Нікодимов був з 2003 по 2004 рік.

## Титули і досягнення

### Як гравця
- Чемпіон Болгарії (6):

ЦСКА (Софія): 1965-66, 1968-69, 1970-71, 1971-72, 1972-73, 1974-75
- Володар Кубка Болгарії (5):

ЦСКА (Софія): 1964-65, 1968-69, 1971-72, 1972-73, 1973-74
- Срібний олімпійський призер: 1968

### Як тренера
- Чемпіон Болгарії (4):

ЦСКА (Софія): 1979-80, 1980-81, 1981-82, 1991-92
- Володар Кубка Кіпру (1):

«Омонія»: 1999-00